# MRTダウンタウン線
ダウンタウン線(Downtown Line、中国語略称：市区線)は、シンガポールで5番目のマス・ラピッド・トランジットである。第1期区間2013年12月22日、第2期区間は2015年12月27日に営業を開始した。
第1期の建設は2008年2月12日から始まった。全線が完成した暁には、42km、34駅の路線になる予定である。MRT北東線やMRT環状線のように完全自動運転かつ無人運転である。路線は全て地下になる。MRT東西線のように、この路線はブキッ・ティマ地区と東部地区で使用できるようになり、利用者をニュー・ダウンタウン（マリーナ・ベイ）へ運ぶ役割を果たすことになる。路線図では青色で表示されている。
2010年8月20日、陸上交通庁(LTA)はダウンタウン線全体の配線と駅の位置を発表した。第1期は2013年完成予定、第2期は2015年、第3期は2017年完成予定とされた。SBSトランジットが運行を担当する。
ウェスティングハウス・レール・システムズと、1億2300万ポンド相当の契約を結んでいる。インベンシスグループの子会社であるウェスティングハウスは、ホームドアシステムとATSを提供している。
路線が全線開通した場合、1日50万人が利用し、ブキ・パンジャンからエキスポまでの所要時間は65分まで短縮される予定である。

## 概要
2005年6月14日、陸上交通庁はMRT環状線のダウンタウン延伸を発表した。Intergrated resortやシンガポール第2の植物園が位置することになるマリーナ・ベイ地区のダウンタウン（DTMB）へ延長されることになった。3.4kmの地下線には1.4億シンガポールドルの費用がかかると推定された。2007年に建設が始められ、2012年完成予定となっていた。
2007年4月27日、路線の第1期でプロムナード駅経由でブギス駅と結ぶことになった 。この時点で、以前環状線のダウンタウン延伸だったものがダウンタウン線第1期となり、4.3km、6駅の路線となった。北東線のチャイナタウン駅と東西線のブギス駅を結ぶことになった。最初の計画より1年遅れの2013年完成予定となった。
連絡駅が3駅新設され、ブギス駅ではMRT東西線と、プロムナード駅では環状線と、チャイナタウン駅では北東線と連絡する。2つの駅、ベイフロント駅とダウンタウン駅はDTMB地区に設置される。もう1つの駅、テロック・アヤ駅はチャイナタウンの近く、クロス・ストリートに沿って設置される予定である。
ダウンタウン線の第2期は16.6km、12駅（乗換駅3駅を含む）で、2015年12月27日に開業した。駅の位置、配線、仮称は2008年7月15日に発表された。2009年7月3日に第2期部分の建設が開始された。
以前の計画では、ダウンタウン線の第2期はブキッ・ティマ線と呼ばれる予定であった。おそらくニュー・ダウンタウンとアッパー・ブキッ・ティマに位置するブキ・パンジャン、ブキッ・ティマ・ロードとを結ぶ20kmの路線として予定されていた。ダウンタウン線は環状線や他の路線と道中交差する予定になっていた。建設されたときは、ブキッ・ティマ・ロードとデュナーン・ロード、アッパー・ブキッ・ティマ・ロードの渋滞を軽減することを期待されていた。プロムナード駅では環状線との乗換が準備された。
2008年7月15日、陸上交通庁は設置予定の12駅の正確な場所を発表した。正式な駅の名称は、ローチョー、リトル・インディア（北東線との乗換駅）、ニュートン（南北線との乗換駅）、スティーブンス、ボタニック・ガーデン（環状線との乗換駅）、タン・カー・キー、シックス・アベニュー、キング・アルバート・パーク、ビューティー・ワールド、ヒルビュー、カシュー、ブキ・パンジャンである。ダウンタウン線の第2期建設は2009年7月3日のビューティー・ワールド駅における起工式から始まった。
以前の計画では、ダウンタウン線の第3期は東部方面線の一部であった。東部方面線は40kmの長方形ループで、既にある東西線の補強と、東部方面の中心街と郊外との移動の利便性を向上させる計画であった。ジャラン・ベサールやイーストコースをループし、環状線などの他の路線と道中で交差する予定となっていた。タンピネス、ベドック、マリーン・パレード、マクファーソンとカキ・ブキットの住民に便益をもたらす予定であった。現在第3期は当初計画の北部のみ、チャイナタウン駅からエキスポ駅までで構成されている。チャイナタウン駅では、北東線とダウンタウン延伸との乗換が準備された。ループの北側が先に建設される予定で、ジャラン・ベサール地区と、ベドック、タンピネスとエキスポを通る。LTAによる準備工事は始まっている。
ダウンタウンの第3期は21km、16駅になる予定である。2018年完成予定である。しかし、2008年に政府はこの部分の開通を2016年に早めると決定した。2010年8月20日には交通相のレイモンド・リムは全通予定を2017年とし、ジャラン・ベサールに追加で駅を建設するよう改めた。
新しい車両基地、Gali Batu基地はKwong Hou Sua Teochew墓地の一部に立てられる予定である。
2011年8月29日、LTAは運行会社をSBSトランジットだと発表した。

## 駅一覧
第1期と第2期の駅および第3期の駅の中で既存路線との乗換駅は既に正式に発表されていた。2011年8月19日に、第3期の駅名が正式に決定した。第3期の区間は2017年10月21日に開業した。
| 駅番号                  | 駅名                         | 駅名             | 駅名         | 駅名           | 接続路線・備考                         |
| 駅番号                  | 日本語                       | 英語             | 簡体字中国語 | タミル語       | 接続路線・備考                         |
| ----------------------- | ---------------------------- | ---------------- | ------------ | -------------- | -------------------------------------- |
| DT1 BP6                 | ブキ・パンジャン駅           | Bukit Panjang    | 武吉班让     | புக்கிட் பாஞ்சாங்      | ■ブキ・パンジャン線                    |
| DT2                     | カシュー駅                   | Cashew           | 凯秀         | கெஷூ             |                                        |
| DT3                     | ヒルビュー駅                 | Hillview         | 山景         | ஹில்வியூ           |                                        |
| DT4                     | ヒューム駅                   | Hume             | 谦道         | ஹியூம்            |                                        |
| DT5                     | ビューティー・ワールド駅     | Beauty World     | 美世界       | பியூட்டி வொர்ல்ட்      |                                        |
| DT6                     | キング・アルバート・パーク駅 | King Albert Park | 阿尔柏王园   | அரசன் ஆல்பர்ட் பார்க் |                                        |
| DT7                     | シックス・アベニュー駅       | Sixth Avenue     | 第六道       | ஆறாவது வழி        |                                        |
| DT8                     | タン・カー・キー駅           | Tan Kah Kee      | 陈嘉庚       | தான் கா கீ         |                                        |
| DT9 CC19                | ボタニック・ガーデン駅       | Botanic Gardens  | 植物园       | பூ மலை           | ■環状線                                |
| DT10 TE11               | スティーブンス駅             | Stevens          | 史蒂芬       | ஸ்டீவன்ஸ்          | ■トムソン・イーストコースト線 (工事中) |
| DT11 NS21               | ニュートン駅                 | Newton           | 纽顿         | நியூட்டன்          | ■南北線                                |
| DT12 NE7                | リトル・インディア駅         | Little India     | 小印度       | லிட்டில் இந்தியா      | ■北東線                                |
| DT13                    | ロチョー駅                   | Rochor           | 梧槽         | ரோச்சர்           |                                        |
| DT14 EW12               | ブギス駅                     | Bugis            | 武吉士       | பூகிஸ்            | ■東西線                                |
| DT15 CC4                | プロムナード駅               | Promenade        | 宝门廊       | புரொமனெட்          | ■環状線                                |
| DT16 CE1                | ベイフロント駅               | Bayfront         | 海湾舫       | பே ப்ரண்ட்         | ■環状線                                |
| DT17                    | ダウンタウン駅               | Downtown         | 市中心       | நகர மையம்        |                                        |
| DT18                    | テロック・アヤ駅             | Telok Ayer       | 直落亚逸     | தெலுக் ஆயிர்        |                                        |
| DT19 NE4                | チャイナタウン駅             | Chinatown        | 牛车水       | சைனாடவுன்          | ■北東線                                |
| DT20                    | フォート・カニング駅         | Fort Canning     | 福康宁       | ஃபோர்ட் கென்னிங்      |                                        |
| DT21                    | ベンクーレン駅               | Bencoolen        | 明古连       | பென்கூலன்          |                                        |
| DT22                    | ジャラン・ベサール駅         | Jalan Besar      | 惹兰勿刹     | ஜாலான் பசார்        |                                        |
| DT23                    | ベンデミアー駅               | Bendemeer        | 明地迷亚     | பெண்டிமியர்         |                                        |
| DT24                    | ゲイラン・バル駅             | Geylang Bahru    | 芽笼巴鲁     | கேலாங் பாரு         |                                        |
| DT25                    | マッター駅                   | Mattar           | 玛达         | மட்டர்           |                                        |
| DT26 CC10               | マクファーソン駅             | MacPherson       | 麦波申       | மெக்பர்சன்         | ■環状線                                |
| DT27                    | ウビ駅                       | Ubi              | 乌美         | ஊபீ             |                                        |
| DT28                    | カキ・ブキ駅                 | Kaki Bukit       | 加基武吉     | காக்கி புக்கிட்       |                                        |
| DT29                    | ベドック・ノース駅           | Bedok North      | 勿洛北       | பிடோக் வடக்கு       |                                        |
| DT30                    | ベドック・レザボア駅         | Bedok Reservoir  | 勿洛蓄水池   | பிடோக் நீர்த்தேக்கம்    |                                        |
| DT31                    | タンピネス・ウエスト駅       | Tampines West    | 淡滨尼西     | தெம்பினிஸ் மேற்கு      |                                        |
| DT32 EW2                | タンピネス駅                 | Tampines         | 淡滨尼       | தெம்பினிஸ்          | ■東西線                                |
| DT33                    | タンピネス・イースト駅       | Tampines East    | 淡滨尼东     | தெம்பினிஸ் கிழக்கு     |                                        |
| DT34                    | アッパー・チャンギ駅         | Upper Changi     | 樟宜路上段   | அப்பர் சாங்கி       |                                        |
| DT35 CG1                | エキスポ駅                   | Expo             | 博览         | எக்ஸ்போ           | ■東西線                                |
| 第4期（2026年開通予定） |                              |                  |              |                |                                        |
| DT36                    | シーリン駅                   | Xilin            | 锡林         | சீலின்            |                                        |
| DT37 TE31               | スンゲイ・ベドック駅         | Sungei Bedok     | 双溪勿洛     | சுங்ஙை பிடோக்        | ■トムソン・イーストコースト線 (工事中) |

## 使用車両
車両はボンバルディア社のMOVIA C951を3両編成で使用する予定である。Gali Batu基地とKim Chuan基地に留置される予定である。
検査施設を環状線のマリーナ・ベイ駅に隣接して建設する予定である。これは第1期開業時にダウンタウン線の車両の状態を維持するためである。

## 運行会社
LTAは新しい投資計画の中で、SBSトランジットがダウンタウン線の運行会社であると発表した。